# Tuostach
Tuostach (rusky Туостах, jakutsky Туостаах) je řeka v Jakutské republice v Rusku. Je 271 km dlouhá. Povodí má rozlohu 20 000 km².

## Průběh toku
Vzniká soutokem řek Chara-Salaa a Bodymba, které pramení na Čerského hřbetu. Ústí zprava do Adyči (povodí Jany).

## Vodní stav
Zdrojem vody jsou převážně dešťové srážky. Zamrzá v říjnu a rozmrzá v květnu až na začátku června. V jejím povodí se nachází více než 40 náledí o celkové rozloze 77 km².